# III Korpus Lotniczy Luftwaffe
III Korpus Lotniczy Luftwaffe (niem. III. Fliegerkorps) – jeden z korpusów lotniczych Luftwaffe. Utworzony w listopadzie 1939 roku z 3 Dywizji Lotniczej, po czym przemianowany został na Dowództwo do Zadań Specjalnych (niem. General z.b.V) przy 4. Flocie Powietrznej Luftwaffe